# Llista de Creus de Sant Jordi/2002/Persones

#### Persones
Informació actualitzada per un bot. Els canvis manuals es perdran quan s'actualitzi!
| Persona                       | Wikidata  | Descripció                                                                  | Ocupació                                                                         | Imatge |
| ----------------------------- | --------- | --------------------------------------------------------------------------- | -------------------------------------------------------------------------------- | ------ |
| Ferran Adrià                  | Q170317   | cuiner català                                                               | cuiner autor                                                                     |        |
| Àlex Crivillé                 | Q249447   | pilot de motociclisme català                                                | pilot de motociclisme comentarista esportiu                                      |        |
| Jaume Rotés Querol            | Q500508   | metge català                                                                | metge                                                                            |        |
| Antoni Strubell i Trueta      | Q560037   | filòleg i polític català                                                    | filòleg escriptor polític professor                                              |        |
| Miquel Poblet i Orriols       | Q930189   | ciclista català                                                             | ciclista                                                                         |        |
| Joan Abelló i Prat            | Q2885405  | pintor català                                                               | pintor artista                                                                   |        |
| Joan Vernet i Ginés           | Q3810931  | historiador i arabista català                                               | historiador arabista professor d'universitat traductor                           |        |
| Antoni Deig i Clotet          | Q8201195  | bisbe de Solsona                                                            | poeta sacerdot catòlic bisbe catòlic                                             |        |
| Francesc Vendrell i Vendrell  | Q8962224  | diplomàtic català                                                           | diplomàtic                                                                       |        |
| Jordi Cervós i Navarro        | Q9012668  | metge català                                                                | metge neuropathologist anatomista professor d'universitat patòleg neurocientífic |        |
| Francesc Sanuy Gistau         | Q11922838 | polític català                                                              | polític advocat                                                                  |        |
| Fèlix Martí i Ambel           | Q11923371 | filòsof català                                                              | filòsof                                                                          |        |
| Joan Herrero i Manich         | Q11927746 | sacerdot català                                                             | sacerdot catòlic clergue regular                                                 |        |
| Josep Lluís Vilaseca i Guasch | Q11928642 | advocat i polític català                                                    | jurista polític advocat                                                          |        |
| Josep Maria Puig Doria        | Q11928738 | joier català                                                                | empresari joier                                                                  |        |
| Josep Maria Pujol i Artigas   | Q11928740 | empresari català                                                            | empresari                                                                        |        |
| Josep Palau i Francàs         | Q11928842 | enginyer i empresari català                                                 | empresari                                                                        |        |
| Manuel Cabero i Vernedas      | Q11934934 | director coral català                                                       | mestre de capella director de cor                                                |        |
| Manuel Tobella i Marcet       | Q11935013 | promotot cultural català                                                    | activista cultural                                                               |        |
| Marta Corachan i Cuyàs        | Q11935643 | diplomada en infermeria, dietètica i gestió comercial hospitalària catalana | infermer                                                                         |        |
| Martí Vergés Trias            | Q11935705 | enginyer industrial i informàtic català                                     | enginyer industrial catedràtic informàtic                                        |        |
| Miquel Forrellad i Solà       | Q11936910 | advocat i directiu financer català                                          | empresari advocat escriptor activista cultural                                   |        |
| Núria Gispert i Feliu         | Q11939103 | política i activista catalana                                               | polític                                                                          |        |
| Rafael Foguet Ambrós          | Q11944414 | químic català                                                               | químic                                                                           |        |
| Salvador Saumoy i Pellicer    | Q11946790 | activista català                                                            | activista cultural sardanista                                                    |        |
| Teresa Rovira i Comas         | Q11951595 | bibliotecària catalana                                                      | bibliotecari                                                                     |        |
| Miquel Mascort i Riera        | Q13565601 | advocat i promotor cultural català                                          | jurista advocat activista cultural jutge                                         |        |
| Renat Llech-Walter            | Q14535660 | activista, escriptor i músic nord-català                                    | esperantista escriptor                                                           |        |
| Teresa Losada Campo           | Q14955664 | monja franciscana                                                           | arabista filòleg monja                                                           |        |
| Narcís-Jordi Aragó i Masó     | Q16168967 | periodista, advocat i escriptor català                                      | crític d'art periodista escriptor advocat                                        |        |
| Xavier Arumí i Dou            | Q16171504 | advocat català                                                              | advocat                                                                          |        |
| Bartomeu Barceló Pons         | Q16174763 | geògraf mallorquí                                                           | geògraf                                                                          |        |
| Miquel Boix i Carreras        | Q16178782 | químic i especialista en la indústria del plàstic català                    | químic                                                                           |        |
| Lluís Gassó i Carbonell       | Q16942700 | poeta català                                                                | poeta                                                                            |        |
| Dolors Sistac Sanvicén        | Q16943606 | escriptora i docent catalana                                                | escriptor professor                                                              |        |
| Antoni Vives Fierro           | Q17037103 | pintor català                                                               | pintor                                                                           |        |
| Joan Fosas i Carreras         | Q19299864 | ballarí i coreògraf català                                                  | coreògraf ballarí                                                                |        |
| Jordi Miarnau i Banús         | Q19300202 | empresari i promotor social i cultural                                      | empresari activista cultural                                                     |        |
| Pilar Mora i Roselló          | Q19301598 | promotora dels drets de la dona                                             | activista                                                                        |        |